# Université de Miyazaki
L'université de Miyazaki (宮崎大学, miyazakidaigaku) est une université nationale japonaise, se situant dans la ville de Miyazaki. Elle est souvent appelée Miyadai (宮大)